# Kevin Asano
Kevin Yoshimi Asano (20 de abril de 1963) es un deportista estadounidense que compitió en judo.
Participó en los Juegos Olímpicos de Seúl 1988, obteniendo una medalla de plata en la categoría de –60 kg. En los Juegos Panamericanos de 1987 consiguió una medalla de plata.
Ganó una medalla de bronce en el Campeonato Mundial de Judo de 1987, y una medalla de bronce en el Campeonato Panamericano de Judo de 1984.

## Palmarés internacional
| Juegos Olímpicos        | Juegos Olímpicos              | Juegos Olímpicos  | Juegos Olímpicos |
| Año                     | Lugar                         | Medalla           | Categoría        |
| ----------------------- | ----------------------------- | ----------------- | ---------------- |
| 1988                    | Seúl (Corea del Sur)          | Medalla de plata  | –60 kg           |
| Campeonato Mundial      |                               |                   |                  |
| Año                     | Lugar                         | Medalla           | Categoría        |
| 1987                    | Essen (RFA)                   | Medalla de bronce | –60 kg           |
| Juegos Panamericanos    |                               |                   |                  |
| Año                     | Lugar                         | Medalla           | Categoría        |
| 1987                    | Indianápolis (Estados Unidos) | Medalla de plata  | –60 kg           |
| Campeonato Panamericano |                               |                   |                  |
| Año                     | Lugar                         | Medalla           | Categoría        |
| 1984                    | Ciudad de México (México)     | Medalla de bronce | –60 kg           |